# Borilački športovi
Borilački športovi dijele se u dvije osnovne skupine:
- udarački - kickboxing, thaiboxing (muay-thai), boks, karate, taekwondo...
- hrvački - judo, hrvanje, te sve popularniji brazilski džiju-džicu, luta livre...

## Vanjske poveznice
- Croring Portal - Dnevno najnovije vijesti iz borilačkog svijeta.